# Olympische Sommerspiele 1968/Teilnehmer (Congo Kinshasa)
| Gelbes Symbol für Goldmedaillen mit stilisierten Olympischen Ringen | Graues Symbol für Silbermedaillen mit stilisierten Olympischen Ringen | Braundes Symbol für Bronzemedaillen mit stilisierten Olympischen Ringen |
| ------------------------------------------------------------------- | --------------------------------------------------------------------- | ----------------------------------------------------------------------- |
| —                                                                   | —                                                                     | —                                                                       |

Die Demokratische Republik Kongo nahm an den Olympischen Sommerspielen 1968 in Mexiko-Stadt, Mexiko, mit einer Delegation von fünf Sportlern (allesamt Männer) an zwei Wettkämpfen in einer Sportart (Radsport) teil. Es konnten keine Medaillen errungen werden. Jüngster Athlet war Samuel Kibamba (18 Jahre und 305 Tage), ältester Athlet war Ignace Mandjambi (28 Jahre und 16 Tage). Es war die erste Teilnahme des Landes an Olympischen Sommerspielen.

## Teilnehmer nach Sportarten

### Radsport
Straße

Mannschaftszeitfahren
- Ergebnisse
Finale: 2:42:57,58 Stunden, Rang 30
- Mannschaft
Jean Barnabe
Constantin Kabemba
Samuel Kibamba
François Ombanzi

Einzel
- Jean Barnabe
  - Straßenrennen

Finale: Wettkampf nicht beendet

- Constantin Kabemba
  - Straßenrennen

Finale: Wettkampf nicht beendet

- Samuel Kibamba
  - Straßenrennen

Finale: Wettkampf nicht beendet

- Ignace Mandjambi
  - Straßenrennen

Finale: Wettkampf nicht beendet